# Sumaco
Sumaco – stratowulkan w Kordylierze Środkowej w Ekwadorze o wysokości 3990 m n.p.m. Znajduje się w Parku Narodowym Sumaco Napo-Galeras.
Sumaco wznosi się daleko na wschód od głównej osi wulkanicznej Andów. Jego stoki pokrywają lasy. Stratowulkan góruje nad dżunglą amazońską. Ma formę symetrycznego stożka. Jego szeroki krater szczytowy ma wymiary 300 x 400 m. Ostatnia znana erupcja miała miejsce w 1895 roku.